# Thanh Tâm (xã)
Thanh Tâm là một xã thuộc huyện Thanh Liêm, tỉnh Hà Nam, Việt Nam.

## Địa lý
Xã Thanh Tâm có diện tích 7,06  km², dân số năm 2009 là 5.261 người, mật độ dân số đạt 745 người/km².

## Hành chính
Xã Thanh Tâm được chia thành 7 thôn: Chè Núi, Chè Kho Làng, Kho Núi, Môi, Sở, Thong, Trình.